# Najash rionegrina
Najash rionegrina és una espècie basal de serp extinta de la Formació Candeleros del Cretaci superior de la Patagònia. Com altres serps del Cretaci, presenta extremitats posteriors, però Najash és inusual en tenir unes potes ben desenvolupades que s'estenen fora de la caixa toràcica i una pelvis connectada a la columna vertebral. El nom genèric prové de la serp amb potes bíbliques del Gènesi, Nahash, que va temptar Adam i Eva a menjar la fruita prohibida.
La serp mesurava 1,50 metres de longitud, i va viure durant el Cretaci superior (fa uns 90 milions d'anys enrere) a la província de Rio Negro (d'aquí el seu nom específic, rionegrina) de la Patagonia, Argentina.
Es van trobar fòssils de Najash a la Formació de Candeleros terrestres, a la província de Rio Negro, a l'Argentina, i tenen una data aproximada de fa 90 milions d'anys. El crani i la columna vertebral de Najash mostren trets primitius que s'assemblen a altres serps cretàciques, com Dinilysia i Madtsoiidae. A més, diverses característiques del coll i la cua de Najash i Dinilysia mostren com el pla corporal de les serps va evolucionar des d'un avantpassat semblant a un llangardaix. Najash no havia perdut el sacre, l'os pèlvic compost per diverses vèrtebres fusionades, ni la cintura pelviana, absent en les serps actuals i també en totes les altres serps fòssils conegudes.
Quasi totes les anàlisis filogenètiques situen Najash com un membre inicial de l'arbre evolutiu de les serps, fora de totes les serps vives.
Aquest descobriment no recolzen la hipòtesi, primer formulada pel paleontòleg del segle xix Edward Drinker Cope, que les serps mostren un ancestre marí comú amb els mosasaures. Malgrat tot, la hipòtesi de l'origen marí de les serps va rebre un nou impuls amb el descobriment en els anys 90 de serps basals amb membres vestigials en sediments marins en el Líban.